# کیک آبجو

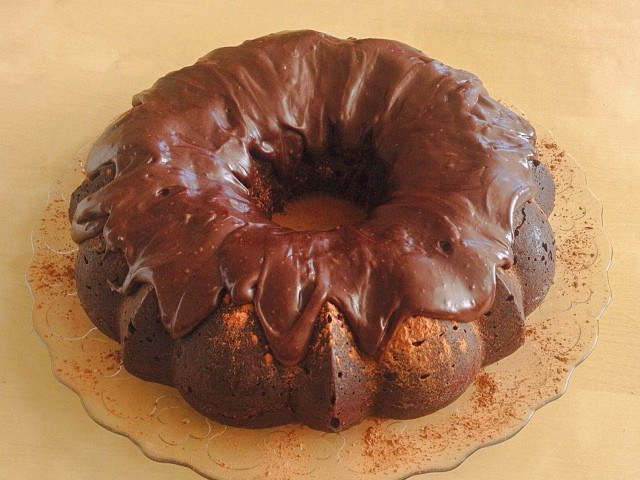
یک کیک شکلاتی حلقه‌ای طرح‌دار تهیه شده با آبجو

کیک آبجو (انگلیسی: Beer cake) یک نوع کیک است که از آبجو برای تهیه آن استفاده می‌شود.